# Xương Ấp, Duy Phường
Xương Ấp (tiếng Trung: 昌邑市 Chāngyì) là một thành phố cấp huyện của địa cấp thị Duy Phường, tỉnh Sơn Đông, Cộng hòa Nhân dân Trung Hoa. Xương Ấp được chia thành 13 hương, 2 nhai đạo. Các đơn vị này lại được chia ra 993 thôn hành chính.
- Nhai đạo: Khuê Tụ, Đô Xương.
- Hương trấn: Song Đài, Long Trì, Liễu Thoản, Hạ Điếm, Bốc Trang, Vi Tử, Tống Trang, Thạch Phu, Bắc Mạnh, Ẩm Mã, Tạc Sơn, Thái Bảo Trang, Trượng Lĩnh.